# 臨河爪龍屬
臨河爪龍屬是獸腳亞目阿瓦拉慈龍科恐龍的一屬，生存於白堊紀晚期的中國內蒙古。模式種是單指臨河爪龍（L. monodactylus），屬名是以化石發現地巴彥淖爾市的臨河區，加上古希臘文的「onyx」（意即「爪子」）為名；種名則由古希臘文的「monos」（意即「單一」）及「daktylos」（意即「手指」）結合而成。

## 體徵
臨河爪龍是種小型恐龍，身長僅有70公分左右。股骨長約7公分（2.8英寸）。
阿瓦拉慈龍類的特徵是前肢短，每個前肢各有一個大型第二指。大部分阿瓦拉慈龍類除了大型第二指，還有退化、縮小的第一指、第三指。臨河爪龍是第一個發現只有一根手指的阿瓦拉慈龍類。臨河爪龍仍保有縮小的第三掌骨，但第一指、第三指的指骨已經不在。雖然臨河爪龍的手指最為退化，但根據親緣分支分類法研究，臨河爪龍是個原始阿瓦拉慈龍類恐龍，因為牠們的大型指爪，並沒有進階型物種的指爪粗壯、大型。

## 發現
臨河爪龍的化石是由Jonah N. Choiniere與Michael Pittman等人所發現，出土於中國內蒙古巴音滿都呼（Bayan Mandahu）的烏梁素海組（Wulansuhai Formation）地層，地質年代為晚白堊紀坎潘階早期，距今約8400萬到7500萬年前。目前已知的唯一化石是一個部份身體骨骼。正模標本（編號IVPP V17608）包含：頸椎、背椎、薦椎、尾椎、前肢、後肢及骨盆。模式種是單指臨河爪龍（L. monodactylus），是在2011年由徐星、保羅·阿普徹奇（Paul Upchurch）、譚琳等人首次發表於美國國家科學院院刊上。
同年，其他研究人員提出臨河爪龍可能是小馳龍的次異名。